# Xenacanthus

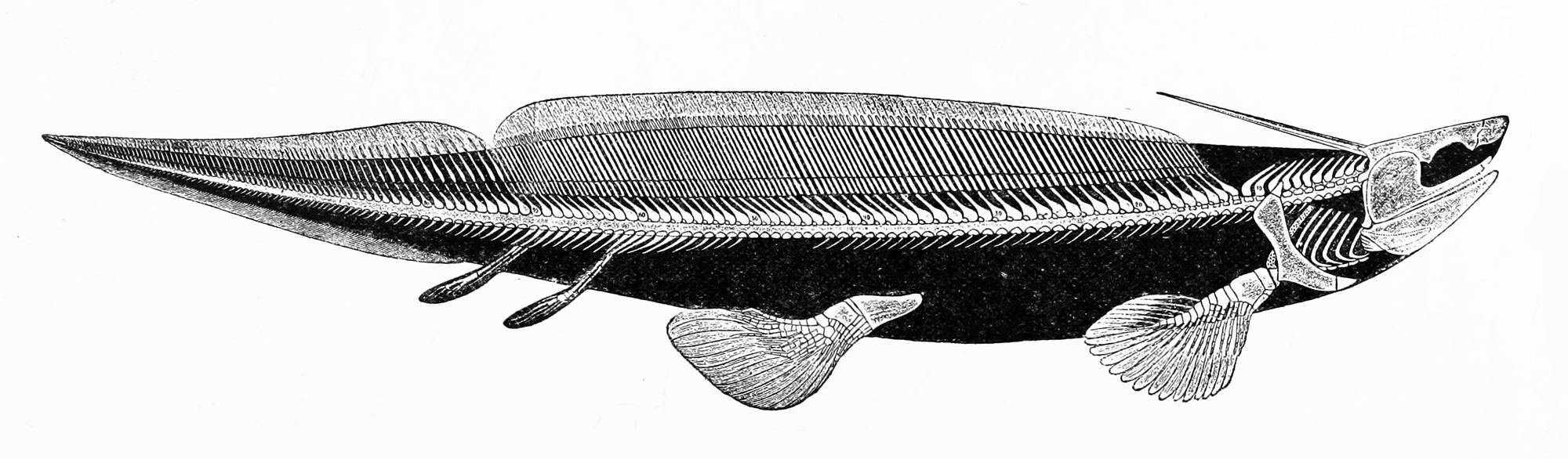
Реконструкция Xenacanthus decheni

Xenacanthus (лат.) — род вымерших хрящевых рыб, похожих на акул, из семейства ксенакантовых отряда ксенакантообразных. Появились в начале перми, вымерли в конце триаса (298,9—208,5 млн лет назад). Ископаемые различных видов найдены по всему миру.
Xenacanthus были пресноводными пластиножаберными рыбами. В длину достигали от одного до четырёх метров. Строение тела больше напоминает строение современного угря.
Зубы имели V-образную форму. Пищей скорее всего были мелкие ракообразные.

## Классификация
Состав рода сильно различается у разных систематиков, некоторые из них синонимизирует с Xenacanthus род Pleuracanthus, а часть видов относят к другим родам пластиножаберных рыб. Род может содержать до 20 вымерших видов:
- Xenacanthus atriossis
- Xenacanthus compressus = Pleuracanthus compressus (Newberry, 1856)
- Xenacanthus decheni = Pleuracanthus decheni (Goldfuss, 1847)
- Xenacanthus denticulatus
- Xenacanthus erectus
- Xenacanthus gibbosus ?= Diplodus gibbosus Agassiz, 1843
- Xenacanthus gracilis ?= Diplodus gracilis Newberry, 1856
- Xenacanthus howsei
- Xenacanthus levissimus = Pleuracanthus levissimus Agassiz, 1837
- Xenacanthus latus ?= Diplodus latus Newberry, 1856
- Xenacanthus luedernesis
- Xenacanthus moorei = Triodus moorei (Woodward, 1889)
- Xenacanthus ossiani
- Xenacanthus ovalis
- Xenacanthus parallelus
- Xenacanthus parvidens ?= Polyacrodus parvidens Woodward, 1916
- Xenacanthus robustus = Pleuracanthus robustus Davis, 1880
- Xenacanthus serratus
- Xenacanthus slaughteri
- Xenacanthus taylori

По данным сайта Paleobiology Database, на февраль 2018 года в род включают всего один вид и один опубликованный биномен без описания:
- Xenacanthus indicus Jain, 1980
- Xenacanthus platypternus, nom. nud.